# Movimiento Federalista Mundial
El Movimiento Federalista Mundial (WFM) es un movimiento global de ciudadanos con miembros y organizaciones asociadas alrededor del mundo, que aboga por el establecimiento de un sistema federalista mundial en régimen de democracia mundial. El secretariado internacional del WFM está en Nueva York, junto a la sede de Naciones Unidas. Fundado en 1947 en Montreux, Suiza, el Movimiento engloba organizaciones e individuos comprometidos en una visión de "un orden mundial justo por medio de unas Naciones Unidas fortalecidas". El WFM tiene el estatus consultivo ECOSOC en las Naciones Unidas. En la actualidad cuenta con alrededor de 30 000 a 50 000 partidarios.
El WFM demanda el establecimiento de un gobierno mundial federal, permitiendo a la política mundial ser defendida con el imperio de la ley, los derechos humanos y la democracia directa. Este objetivo sería logrado con unas instituciones mundiales fuertes y democráticas con poderes constitucionales plenos. Los Federalistas Mundiales apoyan la creación de estructuras democráticas globales dirigidas por la ciudadanía.

## Véase también

Emblema de la propuesta Asamblea Parlamentaria de las Naciones Unidas